# 马绍援
马绍援，山东章邱县人，是一名清朝政治人物。
马绍援曾于1807年接替方恩承任南汇县知县一职，同年年由方恩承接任。